# Kale, Altınyayla
Kale là một thị trấn thuộc huyện Altınyayla, tỉnh Sivas, Thổ Nhĩ Kỳ. Dân số thời điểm năm 2011 là 686 người.